# Santiago Navajas
Santiago Navajas (Granada, 1968) es un filósofo, ensayista, crítico cinematográfico y docente español conocido por sus contribuciones en el ámbito de la filosofía aplicada a la cultura popular y la tecnología.

## Biografía
Santiago Navajas nació en Granada, España, donde se licenció en Filosofía (becario Erasmus en la Universidad de Siena).  Más tarde, realizó un máster en Análisis y Gestión de la Ciencia y la Tecnología en la Universidad Carlos III de Madrid. También se especializó en Historia y Estética Cinematográfica en la Universidad de Valladolid, realizó una licenciatura en Antropología Social y Cultural por la UNED y cursó un máster en Filosofía Contemporánea en la Universidad de Granada. Además, realizó los cursos de doctorado en Derechos Fundamentales en la Universidad Carlos III de Madrid y obtuvo el DEA en Filosofía por la Universidad de Granada.
Carrera Profesional:
En 1996, después de trabajar como consultor para Andersen Consulting, se convirtió por oposición en profesor de Filosofía de enseñanza secundaria. Actualmente, es también profesor asociado del Departamento de Filosofía en la Universidad de Granada. En paralelo, ha desarrollado una carrera como escritor, publicando  ensayos en la intersección de la filosofía con otros campos culturales, así como articulista en diversos medios.

## Publicaciones
Libros (selección)
- El Hombre Tecnológico y el síndrome Blade Runner (Almuzara, 2019).
- Eso no estaba en mi libro de Historia de la Filosofía (Almuzara, 2022).
- Diez razones para ser liberal (Almuzara, 2023).
- El pensamiento en lucha. Siete ideas decisivas para nuestro presente y los intelectuales que las encarnaron (La esfera de los libros, 2024).

Artículos académicos (selección)
- "Friedrich Hayek or the liberal solution to the post-truth problem", en Post-Truth: A Multidisciplinary Approach (Cambridge Scholars Publishing, 2024).
- "Hayek y las tensiones del modelo liberal evolucionista", en Daimon. Revista Internacional de Filosofía.

- "Crítica al autoritarismo en tiempos de apocalipsis (de Hayek a Girard pasando por Agamben y Canetti)", en Astrolabio, revista internacional de Filosofía (2022).

Artículos periodísticos:
Navajas ha sido un colaborador habitual en diversos medios, tanto digitales como impresos, incluyendo Vozpópuli, El Liberal, Diario Córdoba y, sobre todo, Libertad Digital. Su presencia en la radio y la televisión, como en "Para todos La 2" de RTVE, ha permitido que su trabajo alcance a una audiencia más amplia, discutiendo la filosofía desde una perspectiva contemporánea y aplicada.

## Reconocimientos
- Segundo Premio del 18º Concurso de Ensayo Caminos de Libertad (2023) con el artículo "La posverdad os hará libres" (entrevista en Ciudad de México)
- Finalista del 47º Premio El Ciervo-Enrique Ferrán de ensayos (2023) con el artículo "Heidegger, un chimpancé, HAL 9000 y un director de orquesta".
- Premio a la Creación Artística José López Rubio, modalidad guion cinematográfico, por la obra "Cuando Hayek encontró a Keynes" (2025)